# Nigel Swanson
Nigel "Nig" Swanson fue un guitarrista de la banda de hardcore punk The Exploited del año 1985 al año 1990 y murió en el año 2008, debido a un ataque al corazón.

## Muerte
Nigel murió en el año 2008, por culpa de un ataque al corazón. De este modo se une a los fallecidos exmiembros de la banda como Dru Stix y James "Tony" Antony Thomson Lochiel que murió a causa de un cáncer de colon el 24 de marzo de 2008.

## Discografía
- Live and Loud
- Jesus is Dead
- Death Before Dishonour
- War Now